# 伊凯洛斯280

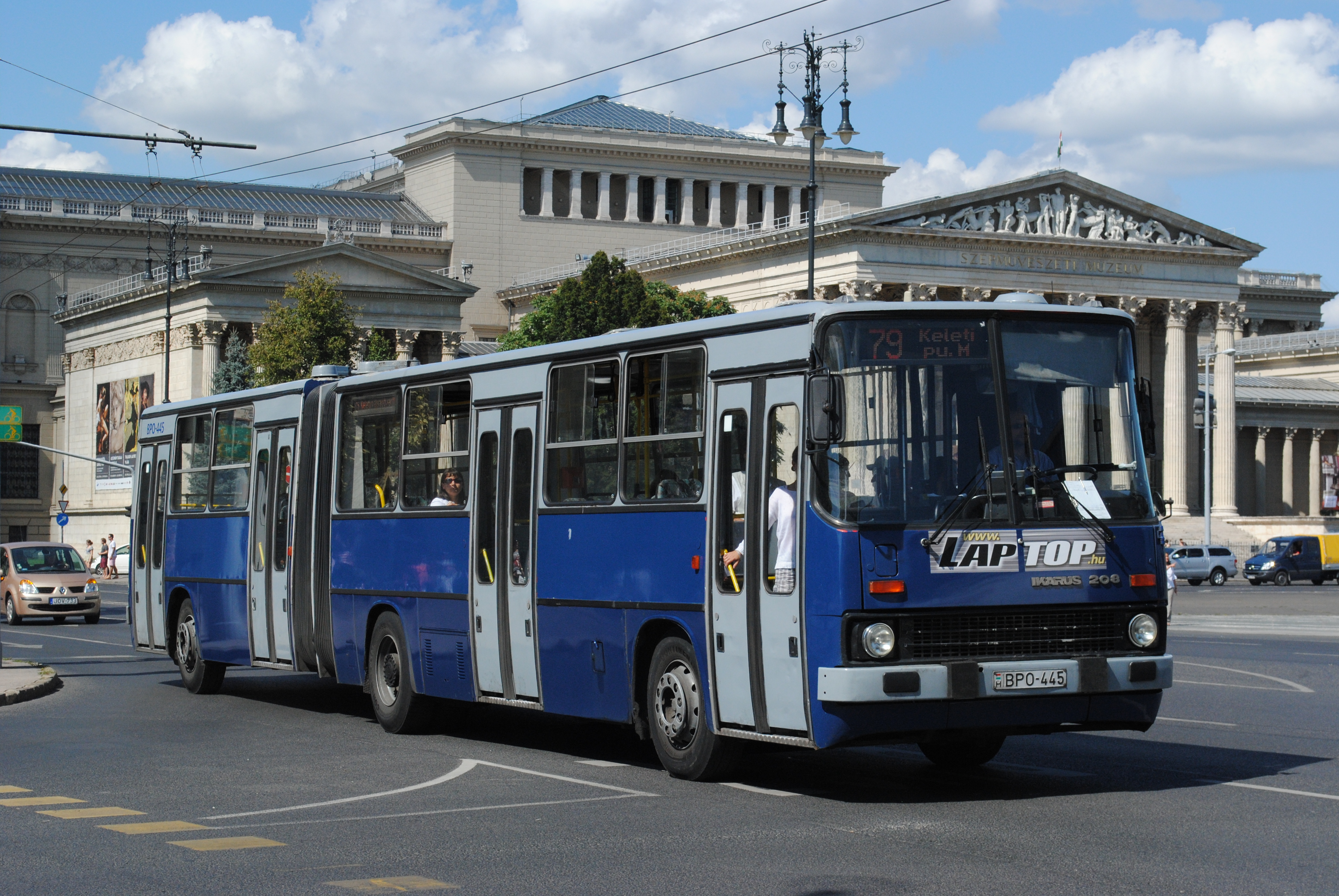
在布达佩斯服役的伊凯洛斯280

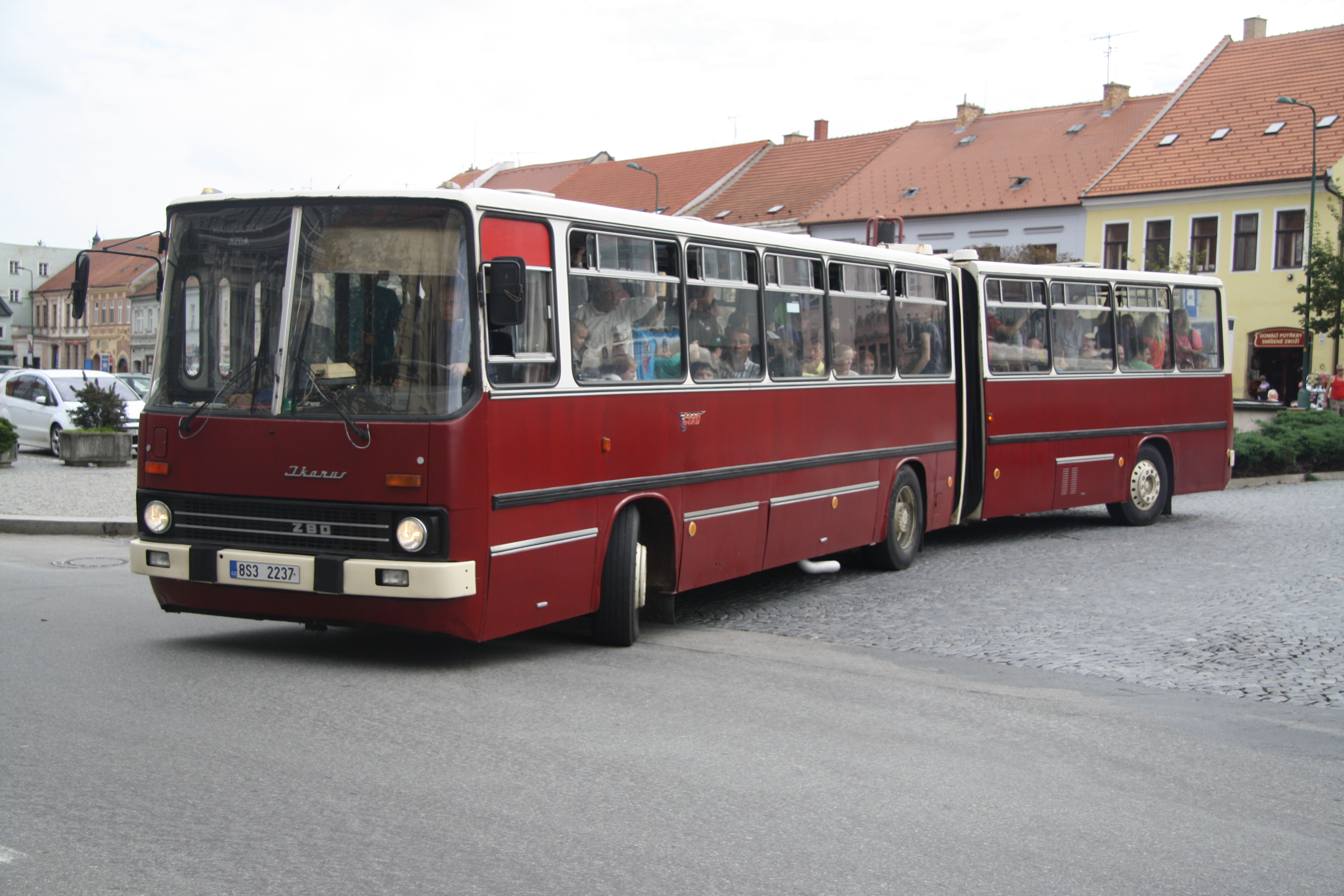
特热比奇的一辆伊凯洛斯280

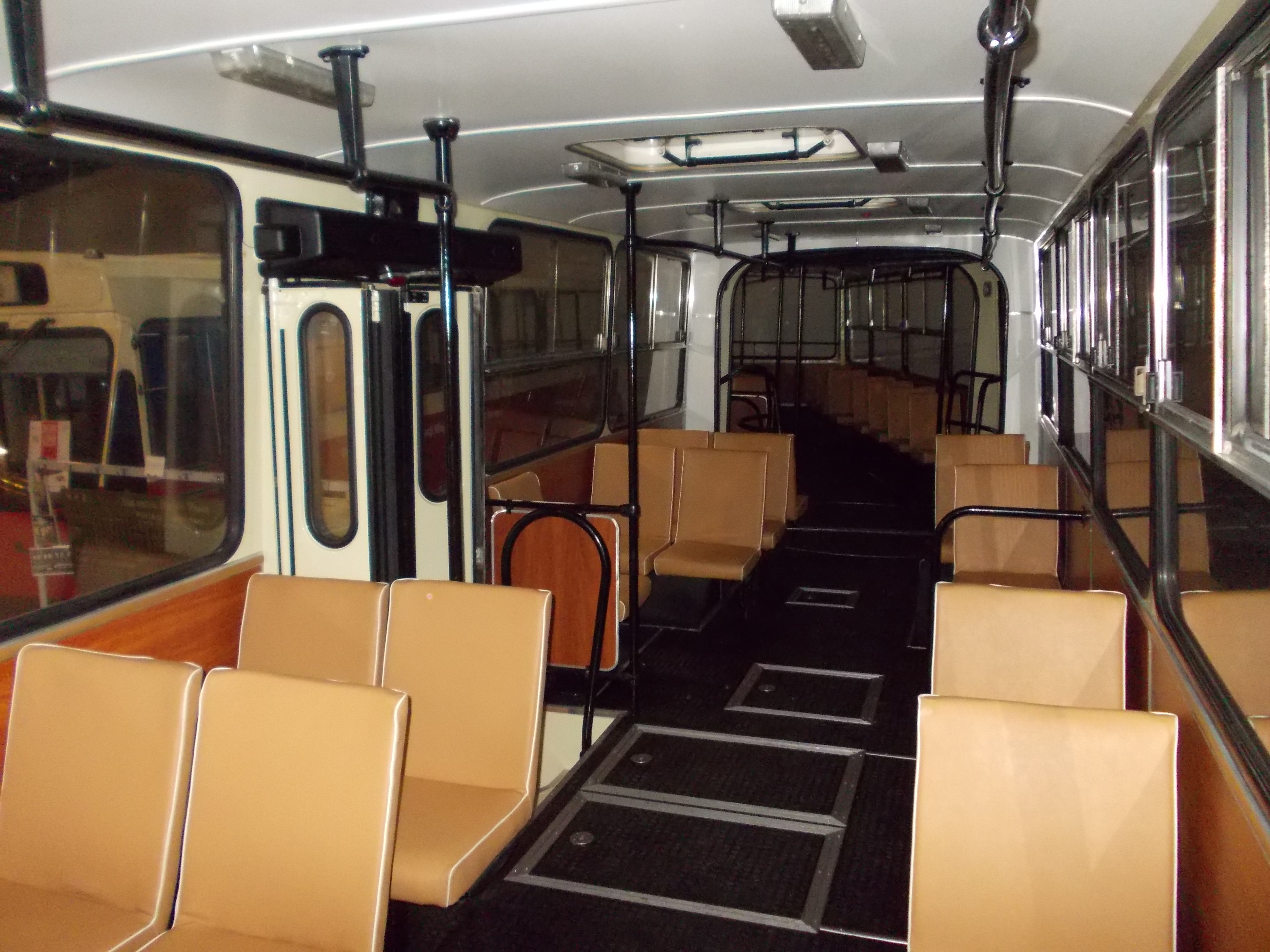
伊凯洛斯280内部

伊凯洛斯280（Ikarus 280，又译伊卡鲁斯280、伊卡露斯280）是匈牙利伊凱洛斯巴士在1971年至1997年生产的一款铰接式中置发动机城市客车。 该型号最初服役于匈牙利、捷克斯洛伐克、東德、苏联等社会主义国家。

## 设计

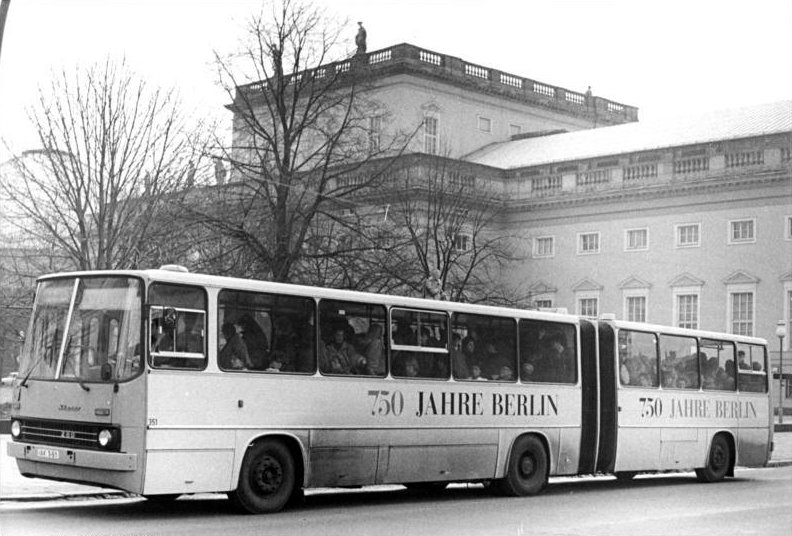
东柏林一辆写有柏林建市750周年标语的伊卡鲁斯280

伊凯洛斯280是伊凯洛斯200系的一个型号，属于高地板半自承载式铰接客车，发动机和变速箱位于车身中部。该车型的前桥为LiAZ制造，中桥和后桥由拉巴制造。 發動機則採用由猛獅授權拉巴製造的D2156/D2356型，後來也有一些改置DAF發動機。

## 生产及运营
伊凯洛斯280于1971年起投产，1973年投入运营，有近50个子型号。其衍生型号包括伊凯洛斯280T型無軌電車及281、282、283、284型客车。
1993年，伊凯洛斯280型停产，200系的其他车型也于2000年停产。该车系主要在布拉格、布达佩斯、华沙、莫斯科等地使用，北京亦曾于1988年引进一辆280型试运行。